# Alix de Montmorency
Alix de Montmorency (ca. 1173 † 25 février 1220 ou 1221) est la fille de Bouchard V de Montmorency et de Laurence de Hainaut, fille du comte Baudouin IV de Hainaut.

## Biographie

### Parents et fratrie
Elle est la fille de Bouchard V de Montmorency et de Laurence de Hainaut. Son frère aîné est Mathieu, le connétable de France en 1218-1230.
Vers 1190, elle épouse Simon IV de Montfort (ca. 1165 † 25 juin 1218).

### La croisade des albigeois
Son mari s'engage dans la croisade des albigeois en 1209. Un an après, elle vient le rejoindre et amenant les renforts. Elle y reste, aidant son mari. En 1217, elle va à Paris demander au roi des renforts, mais elle est à Toulouse au moment de la mort de Simon le 25 juin 1218. Après sa mort, Alix retourne à Montfort-l'Amaury où elle meurt le 25 février 1220 ou 1221.

## Mariage et enfants
Les enfants de Simon et Alix sont :
- Amaury (1192 † 1241), qui a succédé à son père en 1218 ;
- Guy (vers 1195 † 27 juillet 1220), jure uxoris comte de Bigorre ;
- Robert († 1226), sans postérité ;
- Simon (vers 1208 † 4 août 1265), qui a succédé au titre de comte de Leicester ;
- Amicie († 20 février 1253), mariée à Gaucher de Joigny, seigneur de Château-Renard, puis fondatrice d'un monastère dominicain à Montargis ;
- Laure († 1227), mariée à Gérard III de Picquigny, vidame d'Amiens ;
- Pétronille, devenue moniale et puis abbesse à l'abbaye Saint-Antoine de Paris.